# Таманг (язык)

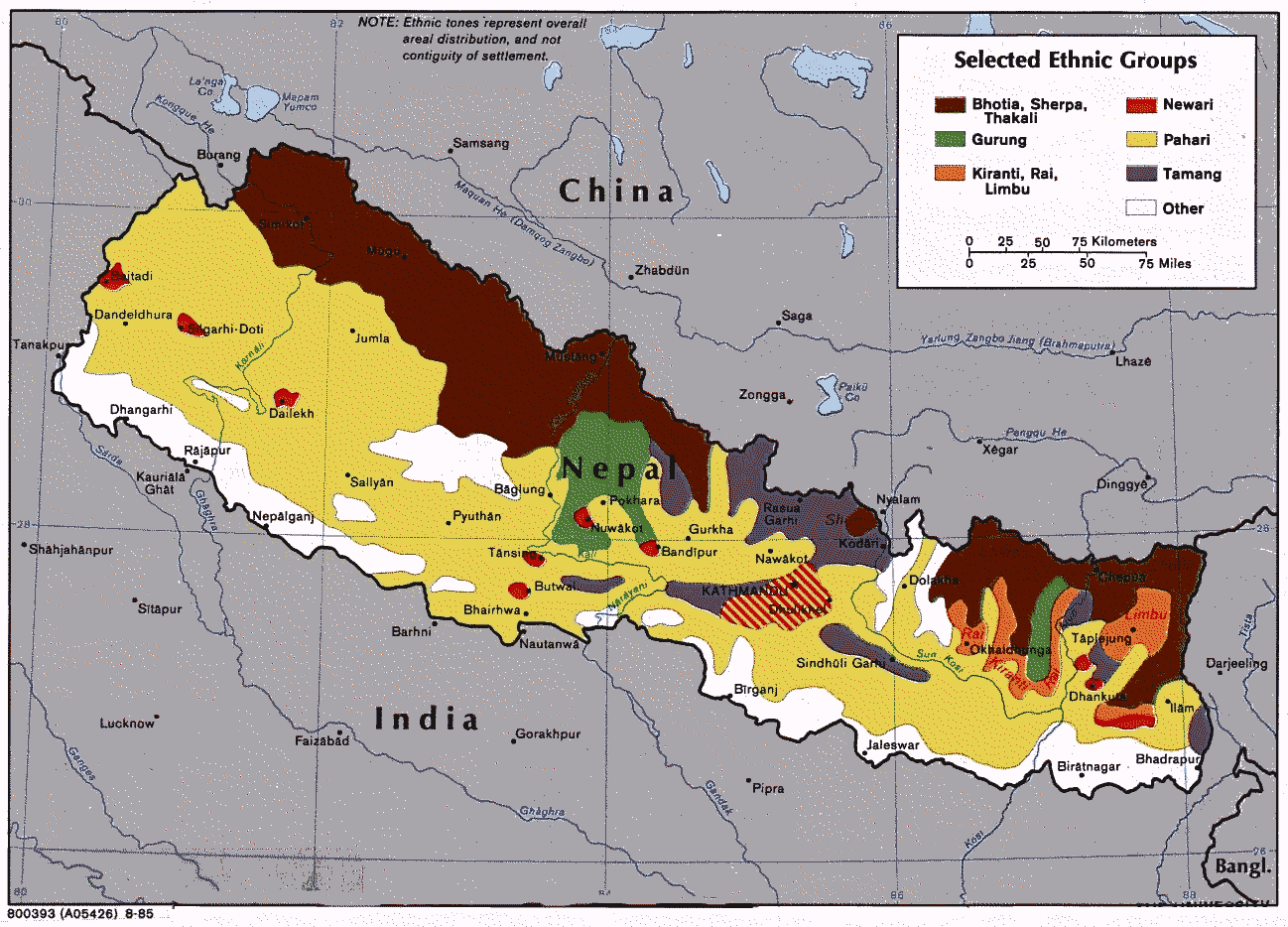
Этнические группы Непала;
,,
,,

Таманг (санскр. तामाङ) — язык тамангов, используемый в части Непала и Сиккима. Таманг является крупнейшим тибето-бирманским языком в Непале, где на нём говорят 1 179 145 чел., что составляет 92 % от численности этнических тамангов в Непале (перепись 2001 года).

## Диалекты
Язык таманг делится на следующие диалекты:
- Восточный таманг: 759 257в Непале (2000). Общая численность населения региона:773 257;
- Западный таманг: 322 598 (2000);
- Юго-Западный таманг: 109 051 (1991 перепись);
- Северо-Западный таманг: 55 000 (1991 перепись);
- Восточной таманг горкха: 3 977 (2000).

Лексическое сходство между восточным (который рассматривается как наиболее крупный) и другими диалектами колеблется от 63 % до 81 %. Для сравнения — лексическое сходство между испанским и португальским языками, например, оценивается в 89 %.

## Грамматика
Некоторые грамматические особенности языка таманг:
- порядок слов в предложении: субъект, объект, глагол;
- Использование предлога;
- Родительный падеж следует за существительным;
- Вопросительное слово имеет средний род;
- Эргативность языка;
- Типы слогов: CV, CVC, CCV, V, CCVC;

Просодически таманг — тональный язык.

## Система письма
Язык таманг использует письмо там-йиг, похожее на тибетское письмо и деванагари. Во многих случаях, однако, для письма на таманг используется непосредственно деванагари.